# De miseriis paedagogorum
De miseriis paedagogorum, deutsch Über die Leiden der Lehrer, ist der Titel einer kleinen satirischen Klagerede, die Philipp Melanchthon Anfang des 16. Jahrhunderts in humanistischem Latein verfasste; er schilderte darin die Schattenseiten des Lehrerberufs. Melanchthon, der in mehreren Funktionen mit dem Schulsystem befasst war, aber nie Lehrer an einer Trivialschule, also einer lateinisch geprägten Schule für schulpflichtige Knaben war, nimmt in dieser Rede dennoch den Standpunkt eines solchen Schulmeisters ein. Obwohl die Aussagen zum Teil polemisch sind, gewähren sie doch Einblick in das damalige Schulsystem.

## Inhalt und Quellen
[Die Textzuordnung wird durch CR (Corpus Reformatorum) mit Spaltenzahl angegeben]
Melanchthon beklagte in lebhaften Bildern die grenzenlose Mühe, die es macht, die Knaben an die lateinische Sprache zu gewöhnen, ebenso ihre Freude an der Verspottung ihres Lehrers und ihre Flucht in Kneipe und zum Würfelspiel. Weitere Klagepunkte sind die unzureichende Besoldung und das getrübte Verhältnis zu den Eltern, die schlecht vorbereitete Schüler ohne jede Liebe zur Wissenschaft dem Lehrer zuführen, und ihn für alle Fehler ihres Sohnes verantwortlich machen.
Ein literarisches Vorbild der Rede war das Lob der Torheit des Erasmus von Rotterdam. Mit ihm teilt der Text den satirisch übertreibenden Ton und auch einige wörtliche Parallelen. Die Rede ist mit einer Vielzahl von Anspielungen und Zitaten aus der antiken Literatur, von Herodot über Cicero, Vergil, Ovid bis Juvenal geschmückt. Die Zitate haben meistens keinen direkten Bezug zum Thema der Schrift. Eine der Ausnahmen ist ein freies Platon-Zitat. (CR, 126): Platon hat geschriebe, kein Tier sei schwerer zu bändigen als der Knabe.

## Informationen über das Schulsystem
Durch die ironisch zugespitzte Klage werden doch die Schulziele und die Unterrichtsmethoden sichtbar. Vermittelt werden sollen den Knaben:
- Die mündliche Beherrschung der lateinischen Sprache (CR 123)
- Das Schreiben eines lateinischen Textes (CR 125)
- und dadurch und durch das Lesen der bestimmten lateinischen, antiken Autoren, die allerdings nicht genannt werden, die Entwicklung eines stylus durch den Schüler (CR 124)

Die bevorzugte Unterrichtsmethode ist die beständige Wiederholung (CR 122). Der Lehrer soll aber auch den Schüler freundlich zum Sprechen ermuntern (CR 124):
```
Saepe trahendi longius de industria sermones, ut consuetudinem latine loquendi puero faciliat

Häufig ist es ratsam, die Gespräche absichtlich in die Länge zu ziehen, um den Jungen an das Lateinsprechen zu gewöhnen
.
[
10
]
```

Zu Prügel und zur Rute wird er nur widerstrebend als letztes Mittel greifen (CR 128).

## Überlieferung und Weiterleben
Die Rede wurde zum ersten Mal 1533 in den Orationes aliquot lectu dignissimae a Philippo Mel. atque alijs doctissimis quibusdam in publica Vuittenbergensium schola pronunciatae  veröffentlicht. Sie wurde in den Corpus Reformatorum (Band XI, 121–130) aufgenommen und 1961 von Richard Nürnberger in der Ausgabe Robert Stupperichs einer Auswahl der Werke Melanchthons. Carolin Ritter gab 2015 eine kommentierte Ausgabe mit Übersetzung in die deutsche Sprache heraus.
Die meisten der in der folgenden Zeit vorgebrachten zahlreichen Klagen der Lehrer finden sich bereits in dieser Schrift. Eine direkte Zitierung oder Beeinflussung wurde aber nicht nachgewiesen.

## Edition und Literatur
- Uwe Birnstein: Der Humanist. Was Philipp Melanchthon Europa lehrte, Berlin 2010.
- Karl Hartfelder: Philipp Melanchthon als Praeceptor Germaniae in Monumenta Germaniae Paedagogica (Hrsg. Karl Kehrbach), Berlin 1889.
- Carolin Ritter: Melanchthon/Über die Leiden der Lehrer. Stuttgart 2015.
- Richard Nürnberger: De miseriis paedagogorum oratio in Melanchtons Werke in Auswahl (Hrsg. Robert Stupperich), Güterslohe 1961.
- Franz Wachinger: Melanchthon, De miseriis paedagogorum oratio in Der Altsprachliche Unterricht, Jahrgang XL – Heft 6.